# Smithsonian Astrophysical Observatory

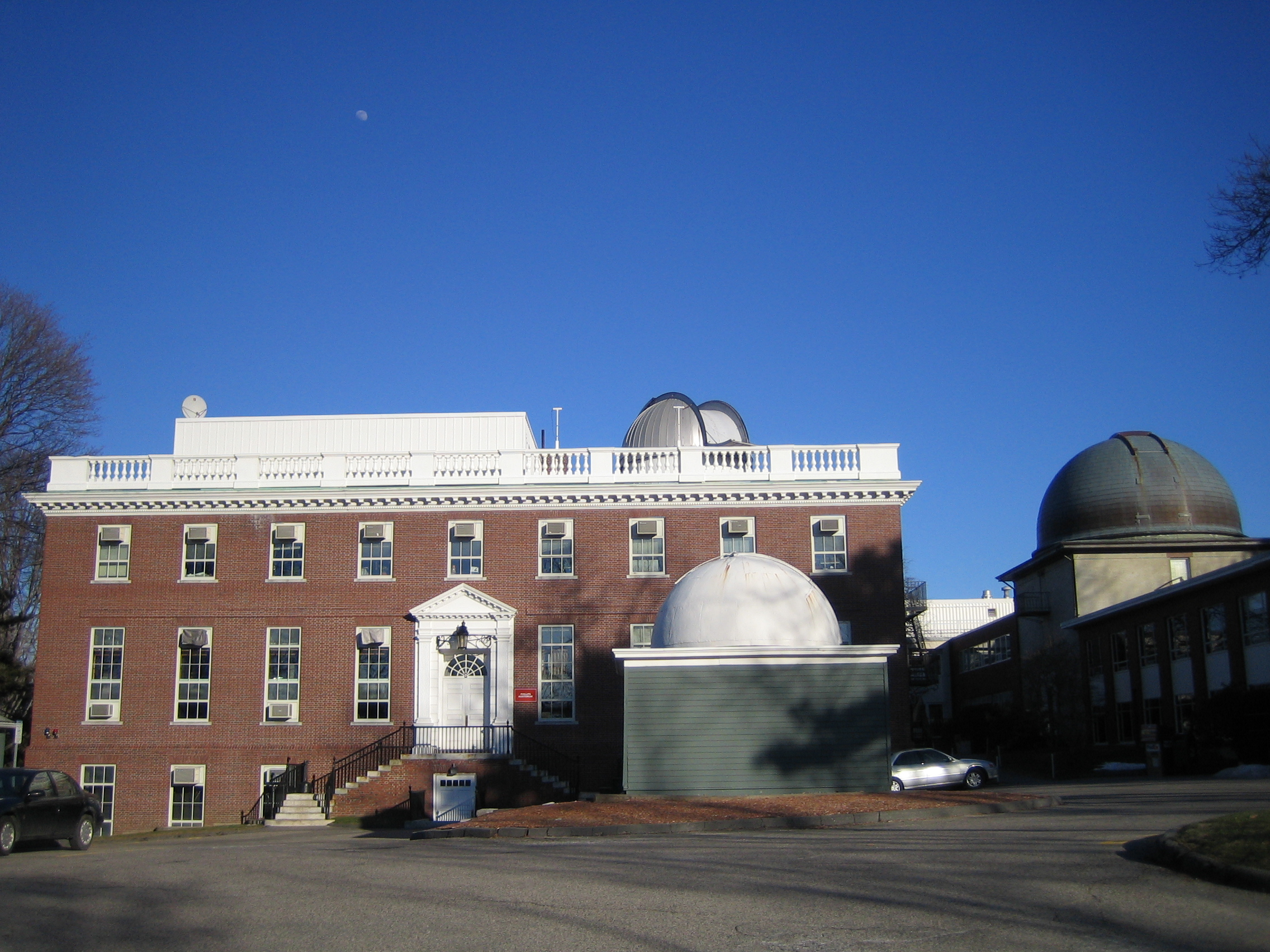
SAO – wejście od strony Madison Street (Cambridge, Massachusetts, USA). Po prawej widoczna kopuła (na zabytkowej, niskiej wieży zwanej Sears Tower) tzw. Wielkiego Refraktora o średnicy obiektywu 38 cm, zainstalowanego tu w 1847 roku.

Smithsonian Astrophysical Observatory (SAO) (Smithsoniańskie Obserwatorium Astronomiczne) – instytut badawczy Smithsonian Institution znajdujący się w Cambridge (Massachusetts) w Stanach Zjednoczonych, gdzie – wspólnie z Harvard College Observatory (HCO) – tworzy Harvard-Smithsonian Center for Astrophysics (CfA).

## Historia
SAO zostało założone w 1890 roku przez Samuela Lagleya, Sekretarza Smithsonian Institution, głównie w celu badań Słońca.
W 1955 roku przeniesiono SAO z Waszyngtonu do Cambridge w celu zacieśnienia współpracy z HCO oraz rozszerzenia skali działania (planowano wzrost zatrudnienia, rozbudowę budynku i zakres badań). Pierwszy dyrektor SAO w „czasach Cambridge”, Fred Whipple, podjął decyzję o utworzeniu pierwszego na świecie systemu śledzenia sztucznych satelitów. Decyzja ta ustabilizowała pozycję SAO jako wiodącego na świecie ośrodka badań kosmicznych. Wspólnie z United States Air Force SAO prowadziło obserwacje satelitów i wyznaczało parametry ich orbit w latach 1957-1961.
W 1973 roku podpisano z HCO umowę o wspólnym utworzeniu Harvard-Smithsonian Center for Astrophysics.

## SAO dziś
Współcześnie w budynku przy 60 Garden Street w Cambridge ponad 300 naukowców w CfA prowadzi szerokie programy badań w zakresie astronomii, astrofizyki, badań o Ziemi, badań kosmicznych oraz edukacji o astronomii i kosmosie.
SAO zarządza teleskopem kosmicznym Chandra. Wspólnie z University of Arizona SAO jest operatorem Obserwatorium MMT.
Nazwa planetoidy (10234) Sixtygarden pochodzi od adresu SAO, podobnie nazwa planetoidy (3773) Smithsonian związana jest z tą instytucją.

## Dyrektorzy
- Samuel Pierpont Langley (1890–1906)
- Charles Greeley Abbot (1906–1942[2])
- Loyal Blaine Aldrich (1942–1955[2])
- Fred Lawrence Whipple (1955–1973)
- George B. Field (1973 – do utworzenia Harvard-Smithsonian Center for Astrophysics, później nie było osobnych stanowisk dyrektorskich w obu połączonych instytucjach).